# Palácio da Redenção
O Palácio da Redenção é um prédio histórico localizado no centro da cidade de João Pessoa, capital da Paraíba, que abriga a sede do poder executivo estadual, já que a residência oficial do governador situa-se na Granja Santana, bairro de Miramar. O prédio já abrigou o Liceu Paraibano e a Escola Normal de João Pessoa e foi ainda sede provisória do governo e seus repartições, como a Secretaria da Educação e a Assembleia Legislativa. Atualmente, além do Poder Executivo, abriga a Faculdade de Direito da UFPB.
Tombado pelo Decreto-lei n° 8.630, de 26 de agosto de 1980, em seus jardins localiza-se o Memorial de 30, onde jazem os restos mortais do ex-presidente João Pessoa.

## História

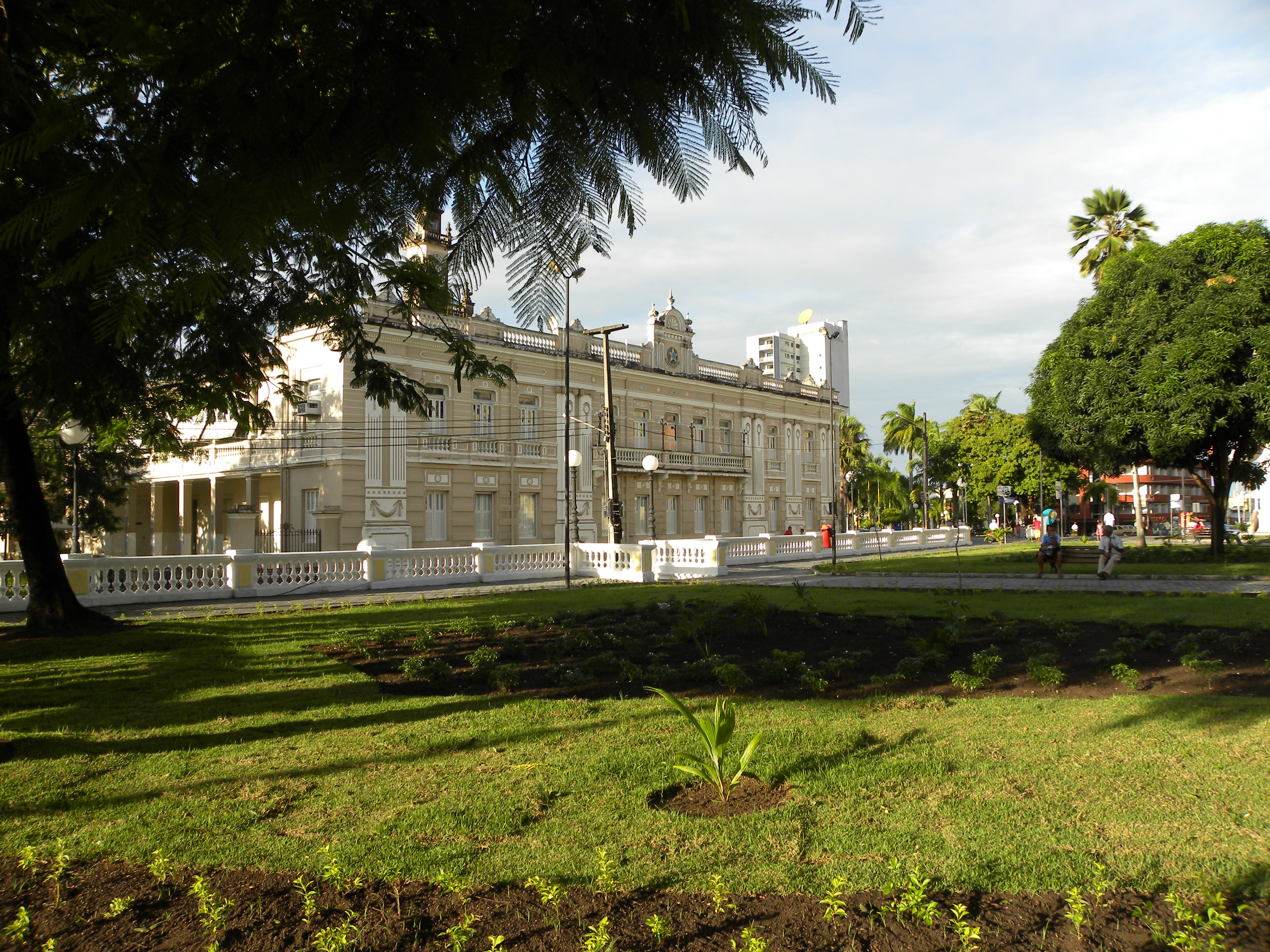
Em outro ângulo, com vista parcial da praça Venâncio Neiva

Construído em 1586 pelos jesuítas, que foram os primeiros missionários a chegar à Paraíba, com Martim Leitão, o prédio servia inicialmente como residência desses inacianos, assim também chamados por pertencerem à Companhia de Jesus, fundada em 1540 por Inácio de Loyola.
A casa dos jesuítas fazia parte do conjunto formado pelo convento, capela e colégio. O convento veio a ser depois residência oficial dos capitães-mores (a partir de 1771), como o governador Jerônimo José de Mello e Castro. Hoje, depois de mudar muito e de abrigar diversos setores administrativos, continua como sede do governo, apesar da existência do Palácio dos Despachos.
A antiga Capela de São Gonçalo virou com o tempo a Igreja de Nossa Senhora da Conceição, demolida em 1929 para dar lugar aos atuais jardins. No colégio dos jesuítas, atual Faculdade de Direito da UFPB, esses missionários lecionavam latim, filosofia e letras. O convento implantou-se à mesma época em que se iniciava a catequese dos indígenas e foi implantado lá para ficar mais próximo da aldeia do cacique Piragibe (Ilha do Bispo).
Os jesuítas foram expulsos em 1759 pelo Marquês de Pombal.  Por volta de 1773, o Papa Clemente XIV permitiu que os bens dos jesuítas fossem incorporados à Fazenda Real, aí incluída a casa dos missionários, que passou a servir de residência oficial ao ouvidor-geral José Eduardo de Carvalho.